# Mariusz Jop
Mariusz Jop (uitspraak: [ˈmariuʂ ˈjɔp], ong. marioesj jop) (Ostrowiec Świętokrzyski, 3 augustus 1978) is een Poolse profvoetballer, die sinds 2010 onder contract staat bij Górnik Zabrze.

## Clubcarrière
Jop is een verdediger en staat vooral bekend als een stevige mandekker. Jop maakte zijn debuut als prof bij KSZO Ostrowiec Świętokrzyski in 1997. Met deze club degradeerde hij dat seizoen naar de II liga. Na een seizoen Poolse tweede klasse werd in 1999 verkocht aan Wisła Kraków, waar hij de volgende twee seizoenen werd uitgeleend aan Widzew Łódź om nadien terug te keren naar Wisła Kraków, waar hij nog drie seizoenen met succes voor zou uitkomen.
In de zomer van 2004 werden zijn goede prestaties beloond met een transfer naar FK Moskou. Hij was de eerste Pool ooit die scoorde in de Premjer-Liga.

## Interlandcarrière
Jop speelde zijn eerste interland op 30 april 2003 tegen België. Hij maakte deel uit van de Poolse selecties voor het WK voetbal 2006 en het EK voetbal 2008 en speelde in totaal 27 interlands, waarin hij niet tot scoren kwam.
| EK/WK-statistieken | Club      | Positie    | W |   |   | Goal | A |   |   |   |
| ------------------ | --------- | ---------- | - | - | - | ---- | - | - | - | - |
| WK voetbal 2006    | FK Moskou | Verdediger | 1 | 0 | 0 | 0    | 0 | 0 | 0 | 0 |
| EK voetbal 2008    | FK Moskou | Verdediger | 1 | 0 | 1 | 0    | 0 | 0 | 0 | 0 |

## Statistieken

### Carrière
| seizoen                 | club                         | land                    | competitie   | wed. | goals |
| ----------------------- | ---------------------------- | ----------------------- | ------------ | ---- | ----- |
| 1995-1996               | KSZO Ostrowiec Świętokrzyski | Polen                   | II liga      | ?    | ?     |
| 1996-1997               | KSZO Ostrowiec Świętokrzyski | Polen                   | II liga      | 16   | 0     |
| 1997-1998               | KSZO Ostrowiec Świętokrzyski | Polen                   | Ekstraklasa  | 31   | 1     |
| 1998-1999               | KSZO Ostrowiec Świętokrzyski | Polen                   | II liga      | 27   | 2     |
| 1999-2000               | Wisła Kraków                 | Polen                   | Ekstraklasa  | 13   | 2     |
| 2000-2001               | Widzew Łódź                  | Polen                   | Ekstraklasa  | 15   | 0     |
| 2000-2001               | Wisła Kraków                 | Polen                   | Ekstraklasa  | 1    | 0     |
| 2001-2002               | Widzew Łódź                  | Polen                   | Ekstraklasa  | 11   | 2     |
| 2001-2002               | Wisła Kraków                 | Polen                   | Ekstraklasa  | 7    | 0     |
| 2002-2003               | Wisła Kraków                 | Polen                   | Ekstraklasa  | 23   | 2     |
| 2003-2004               | Wisła Kraków                 | Polen                   | Ekstraklasa  | 16   | 2     |
| 2004                    | FK Moskou                    | Rusland                 | Premjer-Liga | 15   | 3     |
| 2005                    | FK Moskou                    | Rusland                 | Premjer-Liga | 27   | 1     |
| 2006                    | FK Moskou                    | Rusland                 | Premjer-Liga | 9    | 0     |
| 2007                    | FK Moskou                    | Rusland                 | Premjer-Liga | 9    | 0     |
| 2008                    | FK Moskou                    | Rusland                 | Premjer-Liga | 23   | 0     |
| 2009                    | FK Moskou                    | Rusland                 | Premjer-Liga | 3    | 0     |
| 2009-2010               | Wisła Kraków                 | Polen                   | Ekstraklasa  | 12   | 0     |
| 2010-2011               | Górnik Zabrze                | Polen                   | Ekstraklasa  | 15   | 0     |
| Bijgewerkt 5 maart 2011 | Bijgewerkt 5 maart 2011      | Bijgewerkt 5 maart 2011 | Totaal       |      |       |

## Erelijst
Wisła Kraków
- Pools landskampioen

2001, 2003, 2004
- Pools bekerwinnaar

2002, 2003